# Нови Мартинац
Нови Мартинац је насељено мјесто у општини Србац, Република Српска, БиХ. Према попису становништва из 1991. у насељу је живјело 15 становника.

## Географија
У Нови Мартинац се могло стићи добрим макадамским путем, који се одвајао у центру Старог Мартинца, 50 метара према Шешковцима и онда лијево. Међутим тим путем се може проћи аутом највише 1,5 км а даље пут је потпуно зарастао и девастиран бујицама. Плантаже су зарасле у коров а објекти управе плантажа у Новом Мартинцу су порушени и девастирани. Има још један пут и то кад се крене из центра Старог Мартинца према Ножичком, након једног км се десно одвја макадамски пут према Новом Мартинцу, међутим и овим путем се не може више стићи до центра Новог Мартинца (код бивше управе). Тамо је била и једна стамбена зграда, међутим и она је напуштена и девастирана.

## Становништво
| Демографија- | Демографија- | Демографија- |
| Година       | Становника   | Становника   |
| ------------ | ------------ | ------------ |
| 1948.        | 0            |              |
| 1953.        | 94           |              |
| 1961.        | 65           |              |
| 1971.        | 42           |              |
| 1981.        | 13           |              |
| 1991.        | 15           |              |
| 1993.        | 23           |              |